# Детские ясли

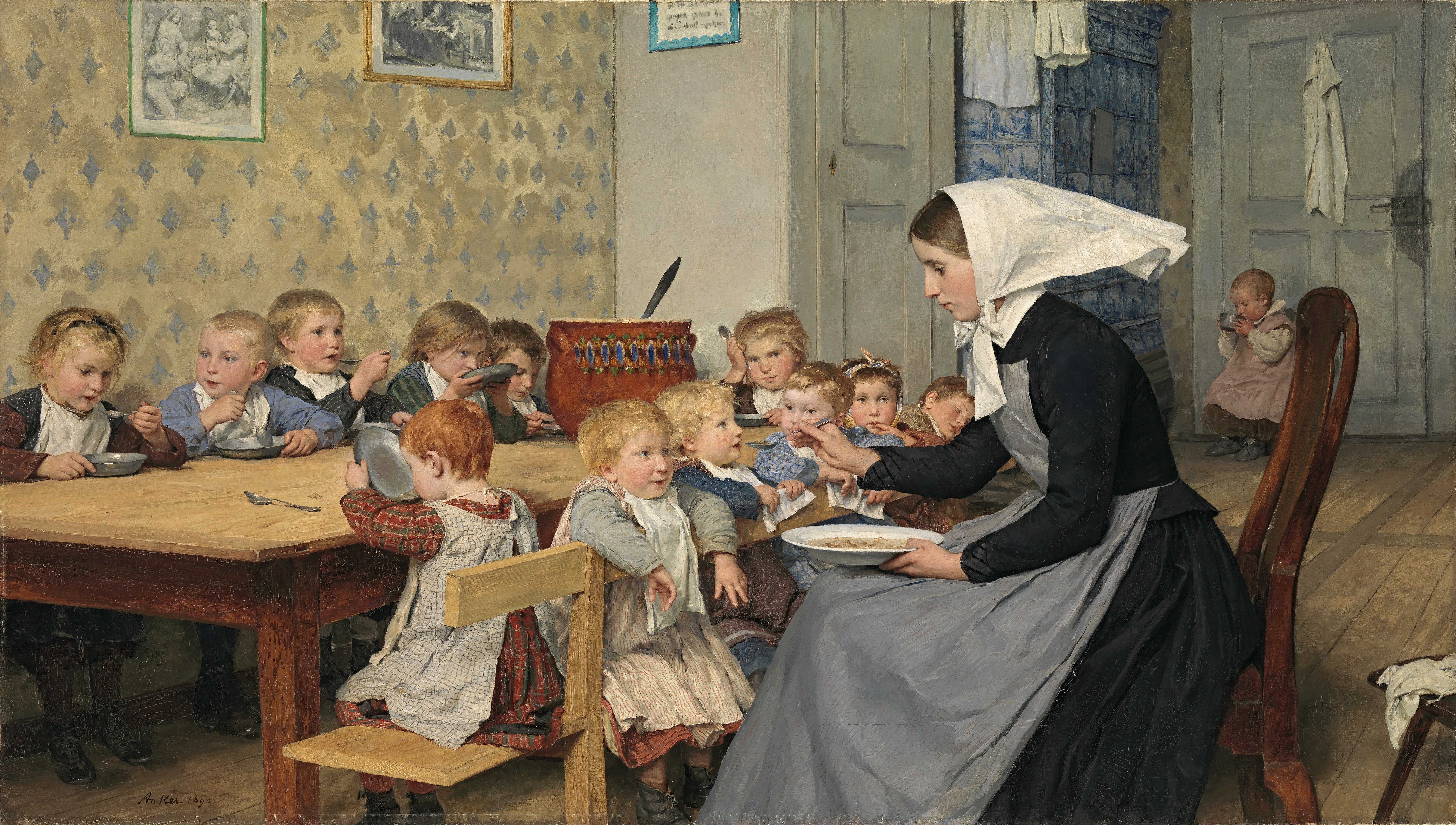
«Ясли»
Альберт Анкер (1890 год)

Детские ясли —  воспитательное дошкольное учреждение для детей в возрасте, как правило, от двух месяцев до трёх лет. В наши дни ясли обычно объединены с детскими садами. В «Настольном энциклопедическом словаре» утверждается, что первые ясли были организованы в Париже 14 ноября 1844 года французским юристом и филантропом Жан Фирмином Марбо, но тем не менее очень маловероятно, что подобные заведения (в том или ином виде) не создавались и ранее.

## Этимология
Основная статья: см. Ясли Христовы
Название «детские ясли» происходит из евангельского рассказа, согласно которому Богородица, родив Христа, спеленала его и положила в кормушку для скота — ясли. В память о младенце Христе название это употребляется в отношении дошкольного воспитательного учреждения для самых маленьких детей.

## Ясли в царской России
На начало XX столетия в яслях находили приют дети в возрасте от пяти недель до семи лет, во все рабочие дни, обыкновенно с 5—6 часов утра и до 8 часов вечера. В ясли принимали детей только действительно бедных матерей-работниц, и содержались они на средства благотворительных обществ. К таким обществам относилось Санкт-петербургское общество «Ясли», основанное в 1893 году, и оно при своем основании имело только одно убежище для детей, а к концу 1902 года располагало уже семью убежищами в столице государства, главным образом по её окраинам, густо населённым рабочим людом.
В 1913 году в Российской империи насчитывалось всего 19 детских яслей, рассчитанных на 550 детей.

## Ясли в СССР

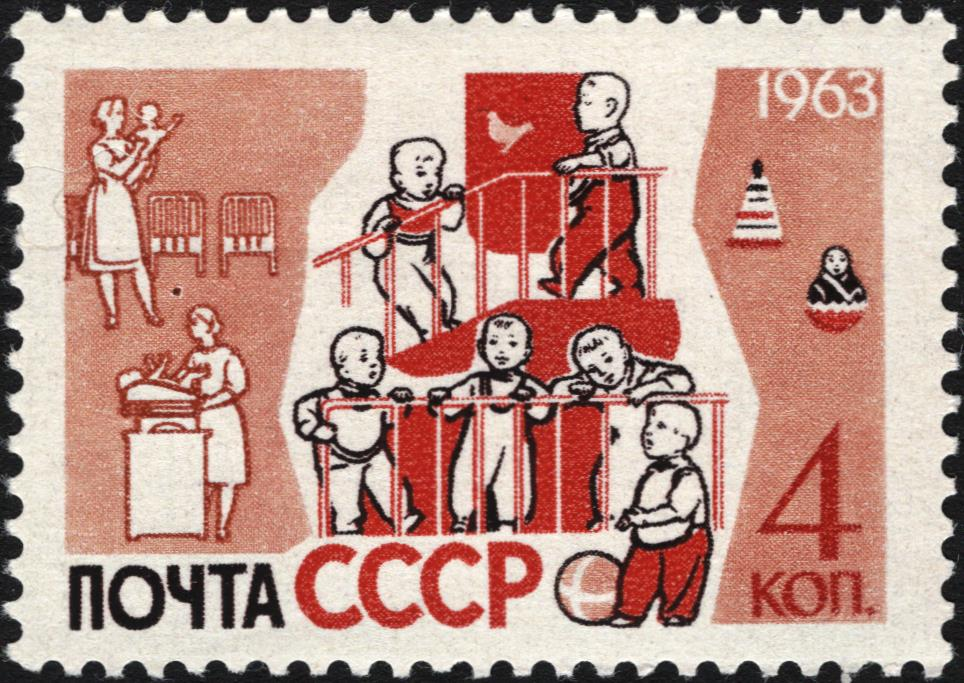
Почтовая марка СССР, 1963 год. Детские ясли

В Советском Союзе детские ясли относились к государственной системе здравоохранения и появились в 1937 году с целью облегчить положение работающих женщин, которые после декретного отпуска возвращались на службу или производство. Поскольку послеродовой отпуск имел продолжительность 8 недель, ясли предназначались для малышей с возраста 8 недель и старше. Кормящим матерям и женщинам, имеющим детей в возрасте до 1 года, предоставляли (кроме общего перерыва для отдыха и питания) дополнительные перерывы для кормления ребёнка не реже чем через 3 часа продолжительностью не менее 30 минут каждый. При наличии двух или более детей в возрасте до 1 года продолжительность перерыва устанавливалась не менее часа. При этом перерывы для кормления ребёнка включались в рабочее время и оплачивались по среднему заработку.
В детских яслях выделяли 4 возрастные группы: грудных детей (до 9 месяцев), «ползунковую» (9—14 месяцев), среднюю (14—24 месяцев) и старшую (2—3 года), для каждой из них устанавливался соответствующие режим, периодичность врачебного осмотра.
В яслях осуществлялись мероприятия по охране здоровья, физическому и психическому развитию детей. В 1940 году имелось около 781 тысячи ясельных мест, к 1977 — свыше 3 миллионов (с дневным или круглосуточным пребыванием детей).
Дети, поступавшие в детские ясли, проходили медицинское освидетельствование и эпидемиологическое обследование. Руководство яслями возлагалось на работника, имевшего среднее медицинское образование; наблюдение за здоровьем детей — на врача детской поликлиники.
С 1959 года в Союзе ССР начали создаваться единые дошкольные учреждения — ясли-сады.